# 時野慶子
時野 慶子、Keiko Tokino（ときの けいこ）は、日本の詩人、スピリチュアル作家、スピリチュアルカウンセラー。自然療法家、瞑想カウンセラー。

## 経歴・人物
福井県生まれ、名古屋市在住。1992年には『現代詩手帖』など商業詩誌にデビューし、第1詩集『水のプラチナ紀』（思潮社・1994年）で1995年の第35回「中日詩賞」の〈新人賞〉を受賞している。
1998年より詩の朗読活動を行う。2017年スピリチュアルカウンセリングと声のヒーリングの「Voice Therapy]を始める。
2012年からマリアからのメッセージを受信、2017年からマリアカウンセリングとヒーリングの「Maria Blue Healing」を始める。
2009年から自然療法を学び、フラワーエッセンスカウンセラーとしても活躍。
2005年から瞑想のスクールやワークショップを「瞑想カウンセラー」として開催。
2018年から「マリアブルーメンバーズ」を作り、スピリチュアルリトリート、お寺deスピリチュアルマルシェを開催。
2020年からマリアシンボルカード、マリアエッセンスの作成が始まる。

## 書籍リスト

### 詩集
- 『水のプラチナ紀』（思潮社・1994年）
- 『光呼吸――オーガニック・ポエム集』（今日の話題社・2001年）

### スピリチュアル関係
- 『光のメッセージ オーラカード』（ボイスオブハート出版・2015年）
- 『世界はかぎりない愛に満ち Unlimited love-filling up the world』（ボイスオブハート出版、2015年）